# Desipramina
La desipramina è un composto chimico di formula {\displaystyle {\ce {C18H22N2}}} che in condizioni standard si presenta come una polvere cristallina bianca, inodore, dal gusto amaro.

## Storia
La desipramina è un farmaco a piccole molecole con una fase massima di sperimentazione clinica IV per tutte le indicazioni, approvato per la prima volta nel 1964.

## Caratteristiche strutturali e fisiche
La desipramina è una dibenzoazepina costituita da 10,11-diidro-5H-dibenzo[b,f]azepina sostituita sull'azoto con un gruppo 3-(metilamino)propilico. Risulta strutturalmente correlata sia al miorilassante ciclobenzaprina, sia agli antipsicotici tioxantenici, come il tiotixene. Se riscaldato fino a decomposizione emette fumi tossici contenenti ossidi d'azoto.
| N. di atomi pesanti                  | 20                                                  |
| N. di donatori di legami a idrogeno  | 1                                                   |
| N. di accettori di legami a idrogeno | 2                                                   |
| N. di legami ruotabili               | 4                                                   |
| Massa monoisotopica                  | 266,178298710 u                                     |
| Superficie polare                    | 15,3 Å²                                             |
| Permeabilità alla CaCO2              | - 4,67                                              |
| Sezione d'urto                       | 162,98 Å² [M+K]+ 160,93 Å² [M+H]+ 163,06 Å² [M+Na]+ |

## Reattività e caratteristiche chimiche
Il sale cloridrato del composto risulta instabile se esposto per lungo tempo alla luce, al calore o all'aria.

### Spettri analitici
- GC-MS[9]
- MS-MS[9]
- LC-MS[10]
- UV[11]
- ATR-IR[12]
- Raman[13]

| Standard apolari      | 2242, 2217, 2200, 2235, 2241, 2220, 2237.5, 2231.1, 2255, 2248,7, 2254.4, 2236, 2256,5 |
| Semi-standard apolari | 2240, 2243,2, 2204, 2233,8                                                             |

## Farmacologia e tossicologia

### Farmacocinetica
La desipramina cloridrato viene assorbita rapidamente e quasi completamente dal tratto gastrointestinale. Subisce un ampio metabolismo di primo passaggio. Le concentrazioni plasmatiche di picco vengono raggiunte 4-6 ore dopo la somministrazione orale. Viene metabolizzata nel fegato e circa il 70% viene escreto attraverso le urine.
La desipramina viene metabolizzata dal CYP2D6 (principale) e dal CYP1A2 (secondario) in 2-idrossidesipramina, un metabolita attivo. Si ritiene che la 2-idrossidesipramina mantenga parte dell'inibizione della ricaptazione delle ammine e possa avere attività depressiva cardiaca. Il percorso metabolico della 2-idrossilazione della desipramina è sotto controllo genetico.
L'emivita del composto parte dalle 7 ore ma può superare le 60.

### Farmacodinamica
La desipramina è un antidepressivo triciclico (TCA) che blocca selettivamente la ricaptazione della noradrenalina dalla sinapsi neuronale. Inoltre, inibisce la ricaptazione della serotonina, ma in misura minore rispetto ai TCA a base di ammina terziaria, come l'imipramina.
In particolare, il composto è un antagonista α-andrenergico, colinergico, del recettore H1 della sfingomialina fosfodiesterasi, della prolil oligopeptidasi.
Un aumento complessivo della trasmissione serotoninergica è probabilmente ciò che conferisce alla desipramina i suoi effetti antidepressivi. La desipramina possiede anche una modesta attività anticolinergica, grazie alla sua affinità per i recettori muscarinici.

### Effetti del composto e usi clinici
L'inibizione della ricaptazione dei neurotrasmettitori aumenta la stimolazione del neurone post-sinaptico. Viene utilizzato per il sollievo dei sintomi in varie sindromi depressive, specialmente nella depressione endogena. È stato utilizzato anche per la gestione del dolore neuropatico periferico cronico, come agente di seconda linea nella gestione dei disturbi d'ansia (es. disturbo di panico, disturbo d'ansia generalizzato) e come seconda o terza linea nella gestione dell'ADHD.

### Controindicazioni ed effetti collaterali
La desipramina può causare lievi e transitorie elevazioni degli enzimi epatici ed è una rara causa di lesione epatica acuta colestatica clinicamente evidente. L'uso cronico di desipramina porta anche a una sottoregolazione dei recettori beta-adrenergici nella corteccia cerebrale e alla sensibilizzazione dei recettori serotoninergici.
Le proprietà anticolinergiche portano a effetti collaterali come visione offuscata, stitichezza, tachicardia, confusione, xerostomia, ritenzione urinaria, delirio e crisi oculare nei pazienti con glaucoma ad angolo stretto. Uno studio ha evidenziato un aumento del rischio di demenza a causa delle proprietà anticolinergiche di questo farmaco e che tale rischio si somma a quello di altri farmaci con proprietà anticolinergiche. Inoltre, vi è un aumento del rischio di fratture osteoporotiche con la desipramina e con tutti gli altri antidepressivi. La soglia convulsiva sembra diminuire.
Altri effetti collaterali includono epatite acuta, tossicità del midollo osseo, disfunzione sessuale, convulsioni, sedazione, tremori e diaforesi. Sebbene sia meno sedativo rispetto ad altri triciclici, le proprietà antistaminiche della desipramina causano comunque sedazione.

### Tossicologia
La desipramina ha un tasso di mortalità superiore rispetto ad altri antidepressivi triciclici. Un sovradosaggio di questo farmaco provoca aritmia cardiaca, ipotensione critica, convulsioni, coma, riflessi iperattivi, stupor, sonnolenza, ipotermia e confusione.
La sindrome serotoninergica si verifica a causa di un eccesso di serotonina e spesso è causata dalla combinazione di antidepressivi e IMAO. I segni e sintomi della sindrome serotoninergica includono ipertermia, agitazione, pupille dilatate, tremori, acatisia, rigidità muscolare, aumentata attività intestinale, pelle arrossata e diaforesi.
Il trattamento di prima linea per la tossicità acuta consiste in cure di supporto, alcalinizzazione del siero, ECG e decontaminazione gastrica. È necessaria un'osservazione di almeno 6 ore per episodi di sincope inspiegabile, dispnea, palpitazioni e dolore toracico. La decontaminazione gastrointestinale deve essere avviata con carbone attivo il prima possibile. L'emesi è controindicata in caso di tossicità da desipramina.